# Castello di Brianza
Castello di Brianza (Castél in dialetto brianzolo) è un comune italiano sparso di 2 632 abitanti della provincia di Lecco in Lombardia.

## Origini del nome
Il toponimo "Castello" rimanda a un edificio di Brianzola, più volte restaurato nel corso dei secoli, che la tradizione vuole essere appartenuto alla regina Teodolinda.

## Storia
Il comune di Castello di Brianza venne creato nel 1928 dalla fusione di due preesistenti comuni: Brianzola e Cologna.
Durante il Medioevo, quelle che oggi costituiscono le frazioni di Castello di Brianza erano comprese nel cosiddetto Comitato longobardo di Lecco. Il territorio di Cologna, in un primo momento assegnato in feudo ai vescovi di Bergamo per opera di Ottone I di Sassonia, fu successivamente affidato da Corrado il Salico all'arcivescovo di Milano Ariberto da Intimiano, il quale nel 1035 lo infeudò al monastero di San Dionigi. Nel 1491 il feudo passò dai monaci milanesi ai Missaglia.

### Simboli
Lo stemma e il gonfalone sono stati concessi con DPR del 27 giugno 1962.
Il gonfalone è un drappo di azzurro.

## Monumenti e luoghi d'interesse

### Architetture religiose
- Chiesa di San Lorenzo Martire (1938)[7][8]
- Chiesa Sussidiaria di S. Lorenzo Martire in Brianzola[7][9]
- Chiesa di San Donato[7][10]

### Architetture civili
- Castello di Brianzola,[5] detto anche di Teodolinda (XV secolo)[11][12]
- Villa Aureggi,[13] ove spesso soggiornò Vincenzo Monti[5]
- Casa Nuova[14]
- Cascina Insiraga[15]
- Ex-filanda[16]
- Lavatoio comunale[17]

## Società

### Evoluzione demografica
Comune di Cologna
- 162 nel 1751 con Prestabbio e Cassina Taveggia
- 322 nel 1771
- annessione a Santa Maria Hoè nel 1809
- 474 nel 1853
- 457 nel 1861
- 527 nel 1881
- 560 nel 1901
- 621 nel 1921

Abitanti censiti